# Lamoriodes metaleuca
Lamoriodes metaleuca är en fjärilsart som beskrevs av George Francis Hampson 1910. Lamoriodes metaleuca ingår i släktet Lamoriodes och familjen tandspinnare. Inga underarter finns listade i Catalogue of Life.